# 食人族
『食人族』（しょくじんぞく、原題：Cannibal Holocaust）は、カニバリズムや強姦を題材にした、ルッジェロ・デオダート監督によるセクスプロイテーション、ホラー映画である。日本では1983年1月に公開され、インパクトの強いCMの影響もあり、大ヒットを記録した。

## 概要
本作は、焼却を命じられたフィルムが流出したという設定で、ドキュメンタリー映画調に構成されたフィクション（フェイク・ドキュメンタリー＝モキュメンタリー）である。しかし、配給側は意図的にスナッフフィルムのように宣伝したため、実際に起こった事件だと誤解する観客が続出した。
「本物の映像記録」という宣伝方法は、後に『ブレア・ウィッチ・プロジェクト』（1999年）で再び注目された。

## ストーリー
ドキュメンタリー制作のためにアマゾン川上流の“グリーン・インフェルノ”と呼ばれる密林地帯に向かった、フェイ・ダニエルズ、アラン・イエーツ、ジャック・アンダース、マーク・トマソの4人の撮影隊が消息を絶った。捜索に向かったニューヨーク大学のハロルド・モンロー教授は、原住民の襲撃や残虐な儀式などを目の当たりにしながら、ヤマモモ族に接触、4人の白骨死体の周囲に遺されたフィルムを入手する。
そのフィルムには、密林の奥でヤマモモ族と出逢ってからの4人の行動が克明に記録されていた。彼らはカメラの前でセックスするなどの異常性を覗かせながら、原住民の少女を強姦し、部族間の抗争を演出するために、放火した家に原住民たちを閉じ込めて焼き殺すなど、衝撃スクープ映像を捏造すべく様々な蛮行を繰り返し、遂にヤマモモ族を怒らせたのだ。フィルムには次々と襲い掛かる原住民によって4人が狩り出され、強姦され、殺害された末に食われる様が最後まで収められていた。
試写を終えた教授は激怒し、フィルムを焼却処分しろと訴える。……そしてふと呟いた。
「文明人と未開人。真の野蛮人はどっちなんだろうな」。

## 登場人物・キャスト
ハロルド・モンロー教授
演 - ロバート・カーマン
行方不明になった4人を調べるため仲間と共に現地に飛び、ヤマモモ族と接触を果たす。そしてガイドの計らいにより、ヤマモモ族や樹族の村人たちと友好関係的に親しくなる。その後、ヤマモモ族の案内により行方不明の4人の白骨死体とカメラを発見する。
フェイ・ダニエルズ
演 - フランチェスカ・チアルディ
撮影隊の紅一点。ヤマモモ族に直接手出しはしなかったが、アランやジャックのとばっちりによりヤマモモ族の男性に強姦され、首を切断された後に食い殺されるという悲惨な最期を遂げる。
アラン・イエーツ
演 - ガブリエル・ヨーク
ヤマモモ族の家を燃やし、少女を強姦するなどの悪逆を働くが、最後にヤマモモ族に食い殺されるという末路をたどる。
ジャック・アンダース
演 - ペリー・ピルカネン
アランと同じく、ヤマモモ族の家を燃やし少女を強姦するなどの悪逆を働くが、最後にヤマモモ族に食い殺されるという末路をたどる。
マーク・トマソ
演 - ルカ・ジョルジオ・バルバレスキー
カメラマン。4人の中では最後まで生き残るも、最終的にはヤマモモ族に殺害された。
フェリペ
演 - ギレルモ（クレジットなし）
ガイド。ヤマモモ族の村に着く直前、毒蛇に噛まれたためアランに片足を切断されるが、毒が全身に回って死亡する。

## スタッフ
- 監督：ルッジェロ・デオダート
- 製作：ジョヴァンニ・マッシーニ、F・D・チネマトグラフィカ
- 原案：ジャンフランコ・クレリチ（英語版）
- 脚本：ジャンフランコ・クレリチ
- 音楽：リズ・オルトラーニ
- 撮影：セルジオ・ドフィッツィ
- 美術：マッシモ・アントネッロ・ジェレング
- 編集：ビセンツィオ・トマージ

## 日本語吹替
| 役名               | 俳優                             | 日本語吹替         | 日本語吹替     |
| 役名               | 俳優                             | DVD版              | UHD BD版       |
| ------------------ | -------------------------------- | ------------------ | -------------- |
| モンロー教授       | ロバート・カーマン               | 野村達也           | 江原正士       |
| フェイ             | フランチェスカ・チアルディ       | 塩谷綾子           | 東條加那子     |
| アラン             | ガブリエル・ヨーク               | 里卓哉             | 高木渉         |
| ジャック           | ペリー・ピルカネン               | 加藤優季           | 岩河拓吾       |
| マーク             | ルカ・ジョルジオ・バルバレスキー | 斎藤亮太           | 平林剛         |
| チャコ             | サルヴァトーレ・ベイジル         | 児玉安男           | 浦山迅         |
| ミゲル             | リカルド・フエンテス             | 阿部晋一           | 高野憲太朗     |
| フェリペ           | ギレルモ                         |                    | 烏田裕志       |
| TVレポーター       | エンリコ・パパ                   | 金親義彦           |                |
| 女性プロデューサー | ケイト・ワイマン                 | 吉崎藍             | 野々山恵梨     |
| 編集スタッフ・ビル |                                  |                    | 三好翼         |
| アランの妻         |                                  | 小松茜             |                |
|                    |                                  |                    |                |
| 演出               |                                  | 岡崎喜之           | 吉田啓介       |
| 翻訳               |                                  |                    | 川岸史         |
| 制作               |                                  | テレトップスタジオ | グロービジョン |

- DVD版は後発された各種ソフトには未収録。

## 製作
本作の「野蛮を撮影する文明人こそ野蛮」というテーマは、ドキュメンタリーを装って様々なヤラセを行ってきた、グァルティエロ・ヤコペッティの『世界残酷物語』などに代表されるモンド映画に対するセルフパロディとも言える。それを意識してか、音楽に関しても『世界残酷物語』の「モア」など、モンド映画に数々を提供してきたリズ・オルトラーニを起用している。
ポスターのイメージとなった串刺し女性は、映画のスタッフである。彼女は杭の先端を口にくわえ、地面に突き刺したサドル付きの杭の上に腰掛けて、撮影に臨んだという。
ちなみに劇中で、ヤラセという設定で銃殺刑の映像が流れるが、これは実際の銃殺刑の映像である。また、映画内で行われる動物虐待は全て本物であり、実際に動物を殺しているため内臓類は全て本物である。これらに関してデオダート監督は「殺した動物は食べたから問題ない」という意見を述べている。

## 封切り
本作は1983年1月に日本で正月映画第2弾として公開。「あなた、食べる? 食べられる?」という不気味なナレーションと共に、ショッキングな映像を小出しにして「テレビではこれ以上お見せできません」「超・残酷ドキュメント」と銘打ったインパクトのあるテレビCM、その内容からスナッフフィルムのように見せかけた宣伝方法などで注目を浴び、カニバリズム、動物虐待、強姦シーンが盛り込まれた映画でありながら10億円近い配給収入を上げる大ヒットを記録した。
なお、ヘア解禁と謳ったDVD版は廃盤になり、一時は入手は困難であったが、2008年新編集を含む再発版がリリースされている（ヘア以外は修正されている）。
強姦や女性器への拷問など猟奇的な性描写が含まれているが、ポルノの代替として観客の性的興奮を煽り興行収入を得ようとする本作のような手法はセクスプロイテーション映画と呼ばれている。

## 作品の評価

### 映画批評家によるレビュー
怪談史研究家の小池壮彦は、「この映画の何がすばらしいといって、リズ・オルトラーニの音楽がいい。最初からフィクションとして作られた映画だが、いちおうヤコペッティの血筋を引く作風ということもあり、残酷なシーンにあえて美しいメロディーを絡ませている。これは『世界残酷物語』が「モア」という名曲を生んで以来の残酷ドキュメンタリーの伝統である」、「劇中で紹介される『地獄へ続く道』の映像は、実はヤラセではなく、すべて実際のニュースフィルムである。『食人族』という映画自体がヤラセと事実を混乱させるねらいで作られているのだ」と肯定的な評価を下している。

## 備考
- 「テレビではこれ以上お見せできません」という惹句は、その後のホラー映画のテレビCMの定番となり、本作に便乗して公開された『食人大統領アミン』でも使用されている。
- デオダート監督は1977年にも『カニバル』という、これまた食人族を題材とした映画を撮っているが、それが公開された時も配給会社は「カメラマンが喰われた」「監督は精神病院に入院している期間のほうが長い」などと宣伝していた。
- 2013年に公開されたイーライ・ロス監督の『グリーン・インフェルノ』は本作のリブート作品であり、タイトルは本作の密林地帯「グリーン・インフェルノ」から得ている。

## 関連作品
- 『カニバル』（1977年）
- 『人喰族』（1981年）
- 『ブレア・ウィッチ・プロジェクト』（1999年）
- 『グリーン・インフェルノ』（2015年）